# Arquidiócesis de Maseru
La arquidiócesis de Maseru (en latín: Archidioecesis Maseruena y en inglés: Roman Catholic Archdiocese of Maseru) es una circunscripción eclesiástica latina de la Iglesia católica en Lesoto, sede metropolitana de la provincia eclesiástica de Maseru. La arquidiócesis tiene al arzobispo Gerard Tlali Lerotholi, O.M.I. como su ordinario desde el 30 de junio de 2009.

## Territorio y organización
La arquidiócesis tiene 7739 km² y extiende su jurisdicción sobre los fieles católicos de rito latino residentes en los distritos de Berea y Maseru y parte del distrito de Thaba-Tseka.
La sede de la arquidiócesis se encuentra en la ciudad de Maseru, en donde se halla la Catedral de Nuestra Señora de las Victorias.
En 2019 en la arquidiócesis existían 36 parroquias.
La arquidiócesis tiene como sufragáneas a las diócesis de: Leribe, Mohale's Hoek y Qacha's Nek.

## Historia
La prefectura apostólica de Basutoland fue erigida el 8 de mayo de 1894, obteniendo el territorio del vicariato apostólico de Kimberley en Orange (hoy diócesis de Kimberley).
El 18 de febrero de 1909 la prefectura apostólica fue elevada a vicariato apostólico con el breve Ex hac beati Petri del papa Pío X.
El 11 de enero de 1951, con la bula Suprema Nobis del papa Pío XII, el vicariato apostólico fue elevado a diócesis y asumió el nombre de diócesis de Maseru. Originalmente era sufragánea de la arquidiócesis de Bloemfontein.
El 11 de diciembre de 1952 cedió una parte de su territorio para la erección de la diócesis de Leribe mediante la bula Quod solet del papa Pío XII.
El 3 de enero de 1961 cedió otra porción de territorio para la erección de la diócesis de Qacha's Nek mediante la bula Sacrum Evangelium del papa Juan XXIII. Al mismo tiempo fue elevada al rango de arquidiócesis metropolitana con la bula Etsi priores.
El 10 de noviembre de 1977 cedió una porción adicional de territorio para la erección de la diócesis de Mohale's Hoek mediante la bula Ut fert creditum del papa Pablo VI.

## Estadísticas
De acuerdo al Anuario Pontificio 2020 la arquidiócesis tenía a fines de 2019 un total de 465 306 fieles bautizados.
| Año                                                                             | Población            | Población | Población      | Sacerdotes | Sacerdotes    | Sacerdotes    | Bautizados por sacerdote | Diáconos permanentes | Religiosos | Religiosos | Parroquias |
| Año                                                                             | Bautizados católicos | Total     | % de católicos | Total      | Clero secular | Clero regular | Bautizados por sacerdote | Diáconos permanentes | Varones    | Mujeres    | Parroquias |
| ------------------------------------------------------------------------------- | -------------------- | --------- | -------------- | ---------- | ------------- | ------------- | ------------------------ | -------------------- | ---------- | ---------- | ---------- |
| 1950                                                                            | 190 650              | 560 550   | 34.0           | 122        | 4             | 118           | 1562                     |                      | 97         | 440        | 44         |
| 1969                                                                            | 228 417              | 547 332   | 41.7           | 106        | 6             | 100           | 2154                     |                      | 187        | 400        | 41         |
| 1980                                                                            | 223 000              | 402 000   | 55.5           | 62         | 6             | 56            | 3596                     |                      | 114        | 307        | 30         |
| 1990                                                                            | 264 452              | 464 696   | 56.9           | 90         | 11            | 79            | 2938                     |                      | 109        | 283        | 31         |
| 1999                                                                            | 265 034              | 464 862   | 57.0           | 66         | 25            | 41            | 4015                     |                      | 95         | 265        | 33         |
| 2000                                                                            | 245 402              | 469 510   | 52.3           | 73         | 27            | 46            | 3361                     |                      | 97         | 254        | 35         |
| 2001                                                                            | 246 629              | 471 857   | 52.3           | 75         | 32            | 43            | 3288                     |                      | 98         | 288        | 35         |
| 2002                                                                            | 246 752              | 472 092   | 52.3           | 77         | 31            | 46            | 3204                     |                      | 96         | 283        | 41         |
| 2003                                                                            | 246 875              | 472 328   | 52.3           | 80         | 31            | 49            | 3085                     |                      | 105        | 278        | 41         |
| 2004                                                                            | 246 998              | 472 564   | 52.3           | 82         | 30            | 52            | 3012                     |                      | 115        | 275        | 41         |
| 2007                                                                            | 364 858              | 813 362   | 44.8           | 87         | 28            | 59            | 4193                     | 1                    | 119        | 267        | 38         |
| 2013                                                                            | 436 502              | 829 000   | 52.7           | 81         | 32            | 49            | 5388                     |                      | 90         | 320        | 42         |
| 2016                                                                            | 432 000              | 835 000   | 51.7           | 109        | 24            | 85            | 3963                     |                      | 127        | 333        | 36         |
| 2019                                                                            | 465 306              | 931 469   | 50.0           | 63         | 23            | 40            | 7385                     |                      | 69         | 212        | 36         |
| Fuente: Catholic-Hierarchy, que a su vez toma los datos del Anuario Pontificio. |                      |           |                |            |               |               |                          |                      |            |            |            |

## Episcopologio
- Jules-Joseph Cénez, O.M.I. † (1897-24 de mayo de 1930 renunció)
  - Sede vacante (1930-1933)
- Joseph Bonhomme, O.M.I. † (25 de abril de 1933-8 de marzo de 1947 renunció)
- Joseph Delphis Des Rosiers, O.M.I. † (11 de marzo de 1948-3 de enero de 1961 nombrado obispo de Qacha's Nek)
- Emanuel Mabathoama, O.M.I. † (3 de enero de 1961-20 de septiembre de 1966 falleció)
- Alfonso Liguori Morapeli, O.M.I. † (13 de abril de 1967-17 de mayo de 1989 falleció)
- Bernard Mosiuoa Mohlalisi, O.M.I. † (11 de junio de 1990-30 de junio de 2009 retirado)
- Gerard Tlali Lerotholi, O.M.I., desde el 30 de junio de 2009